# Balassa János (sebész)

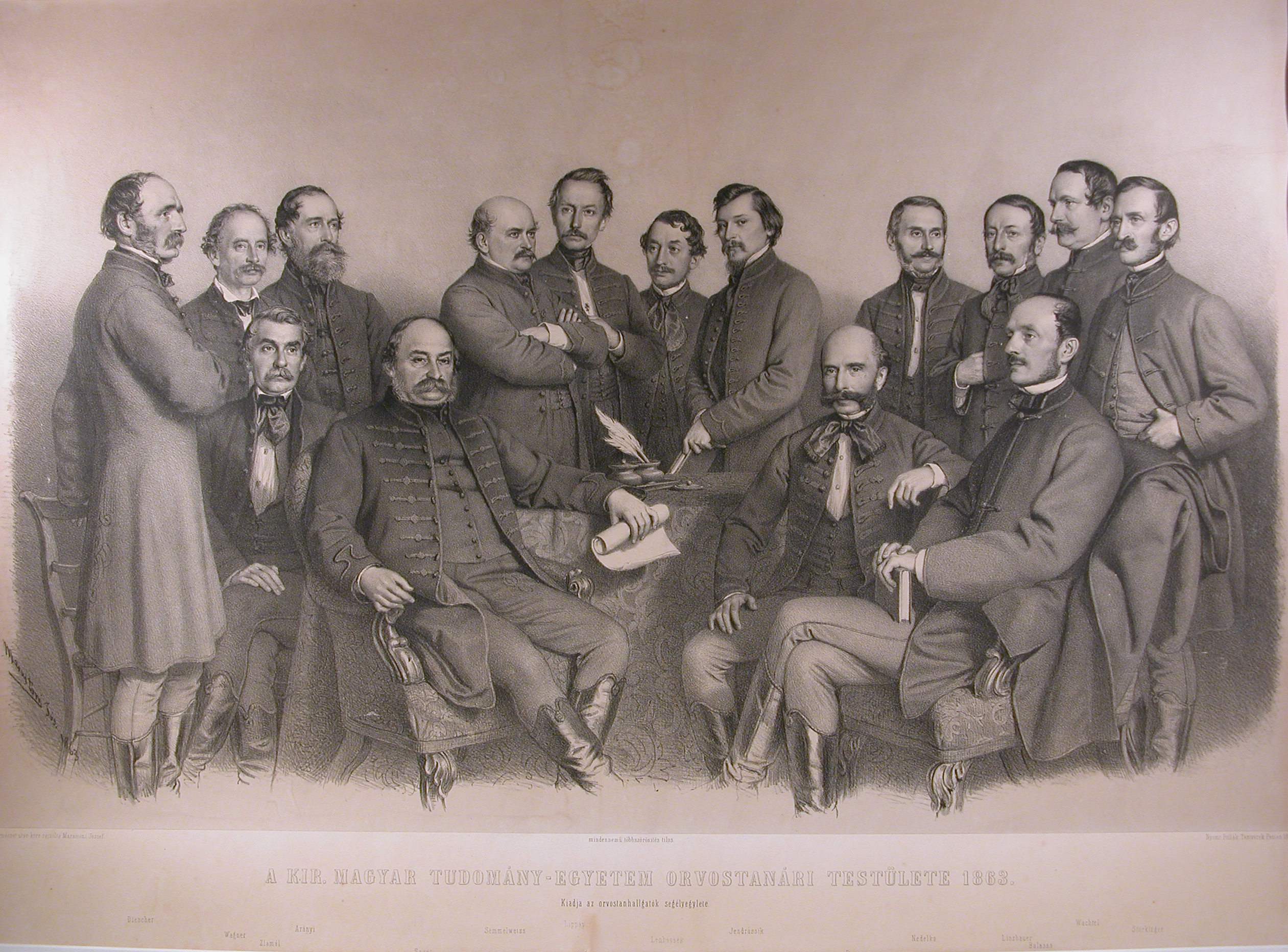
A Pesti Egyetem Orvostudományi Karának egyetemi tanárai 1863-ban. Balról jobbra állnak (1) Diescher János, (2) Wagner János, (3) Arányi Lajos, (4) Semmelweis Ignác (kezeit keresztben tartja), (5) Lippay Gáspár, (6) Lenhossék József, (7) Jendrássik Jenő, (8) Nedelkó Döme, (9) Linzbauer Ferenc, (10) Wachtel Dávid, (11) Stockinger Tamás. Ülnek: (12) Zlamál Vilmos, (13) Sauer Ignác, (14) Rupp N. János, (15) Balassa János. Festő Marastoni József

Balassa János (Sárszentlőrinc, 1814. május 5. – Pest, 1868. december 9.) magyar sebész, egyetemi tanár, a Magyar Tudományos Akadémia tiszteleti tagja.

## Élete
A nemes Balassa család sarja. Édesapja, nemes Balassa János (1784–1842) evangélikus lelkész, édesanyja Kutsán Teréz (1795–1844). Apai nagyszülei nemes Balassa Mihály (1748–1824) és szerdahelyi Boros Erzsébet (1762–1834) voltak. Balassa János sebészorvos testvérei: nemes Balassa Pál (1812–1858), nemes Balassa Károly (1818–1864), akinek a neje hodosi Bende Emilia (1832–1903), nemes Balassa István (1816–1877), aki elvette Szeniczey Jozefát (1840–1918), alsótakácsi Farkas Pálné nemes Balassa Teréz (1821–1853) és Torkos Lászlóné nemes Balassa Emilia (1829–?). Felesége Schäffer Teréz, gyermekük Balassa Teréz (1864–1915).
Orvosi tanulmányait a pesti egyetemen kezdte, majd három év után Bécsben fejezte be. 1839-től műtőorvos lett a bécsi sebészeti klinikán. 1841-től másodorvos, majd helyettes főorvos a bécsi közkórházban. Hosszabb külföldi tanulmányút után, 1843-tól haláláig a sebészet nyilvános rendes tanára volt a pesti egyetemen. 1848–1849-ben az orvosi kar igazgatójaként és a magyar közoktatásügyi minisztériumban tanácsosként működött. A szabadságharc alatt a honvédkórház igazgatója.
Kossuthhoz és Deákhoz egyaránt kapcsolatok fűzik. „Sokak által áldott” – jobb kezének miniatűr mását is nem kisebb amatőr művész faragta ki diófából, mint maga Deák Ferenc (igazságügy-miniszter). Amikor elérkezik a nagy nap: 1848. március 15-e – Petőfi szavalata éppen Balassa előadását szakítja félbe – nem Deák mellé áll, hanem Kossuth híve. Március 19-én Pestről a pozsonyi országgyűlésre küldöttség indul, a gőzhajón találkozik az ifjúságot képviselő Korányi az egyetemet képviselő Balassával. Ez az út fűzi Balassa és Korányi viszonyát mindhalálukig oly szorosra. Amikor aztán kimondják a tanszabadságot, Eötvös őt nevezi ki az egyetem orvosi ügyeinek igazgatójává. Azonban hamarosan a fegyvereké a szó, amikor Balassa ugyancsak megtalálja az utat nemzete szolgálatára. Tábori sebésztanfolyamot szervez, egyetemi klinikáját pedig sebesült honvédek részére rendezi be.
Világos után természetesen ő sem kerüli el a Kossuth-hívek sorsát és a katonai törvényszék ítélete alapján tanszékétől megfosztják és az Újépület börtönébe zárják.
Vádpontok:
1. Kossuthhoz írt levelet, amelyben osztrák tiszteket ajánl a Kossuth-sereghez
2. a felkelők javára tábori orvosokat képez
3. orvoskari igazgatói állását a „rebellisek” uralma alatt is megtartotta
Három havi börtönre ítélték. Mivel azonban – az államügyész szerint is – a tanszéktől való végleges elmozdítása pótolhatatlan veszteséget jelentene a tudomány és az egyetem számára, maga a bécsi közoktatásügyi miniszter ajánlja a hivatalvesztés büntetésének kegyelem útján való elengedését. Az ifjú Ferenc József király a kegyelmet meg is adja, és így Balassa két hónap után börtönéből kikerülve, tanszékét újból elfoglalja. Balassa fogságának szomorú nevezetessége, hogy az Újépületben, Batthyány Lajos cellája mellé került, és amikor Batthyány az ereit felvágta, Balassát hívták át sebei bekötésére. Balassa mint orvos megállapította Batthyány nagy vérveszteségét, sebeit gondozva tiltakozott az elgyengült ember kivégzése ellen. Eredménye persze ennek nem volt, és amikor reggel Balassa és cellatársai – Mezőssy László és Almássy Sándor – hallották a kivégzésre indulók lépteit, cellájuk kövére térdepelve imádkoztak Batthyány lelki üdvéért.
Az orvostanhallgatók lassan visszaszállingóztak az egyetem padjaiba. A karnak Bach-kreatúrájú dékánja: Tognio úgy vélekedett, hogy holmi „sebész virtuóz”-ra, amilyen Balassa, nincs is szüksége az egyetemnek. A medikusok azonban más véleményen voltak, mert Korányival az élen, Pest félelmetes rendőrfőnöke (Protmann) elé vonultak és követelték szeretett tanáruk szabadon bocsátását. Ehhez vagy száz tekintélyes pesti polgár közbenjárása is csatlakozott, úgyhogy az uralkodói kegyelem 1849. november 23-án megnyitotta Balassa börtönajtaját és 1851-től újból elfoglalhatta tanszékét.
A szabadságharc után elindította a haladó magyar orvosok szervezkedését. Ő kezdeményezte az Orvosi Hetilap megalapítását. Fő szorgalmazója volt az Országos Közegészségi Tanács létesítésének, melynek 1868-ban első elnöke lett.

## Munkássága
A korszerű magyar sebészeti oktatás és gyakorlat megteremtője. A dietil-éterrel való narkotizálás meghonosítója. Az elsők között alkalmazta Európában az általános érzéstelenítést. Úttörő jelentőségű a hasi sérvekről szóló munkája és a gégetükrözés felhasználása gégeműtéteknél. Nagy számban végzett hólyagmetszést és kőmorzsolást. Új megoldásokat alkalmazott plasztikai műtéteiben. Korát megelőzte a tuberkulotikus csont- és ízületi betegségek konzervatív kezelésével és a hűtés alkalmazásával a sebészeti gyógykezelésben.
A királyi kitüntetések sorozata éri: királyi tanácsos, megkapja a Osztrák Császári Lipót-rendet, ott van Magyarország egészségügyi újjászervezésében. A legnagyobb kitüntetésszámba megy, amikor Erzsébet királyné őt választja magyar orvosául. Így Balassa a királyné szülészorvosa a budai várban, amikor 1868. április 22-én Valéria főhercegnő születik. Ez alkalommal a királyné – nevének kezdőbetűjével díszített – gyémántgyűrűt ajándékoz kedves magyar orvosának.

## Emlékezete

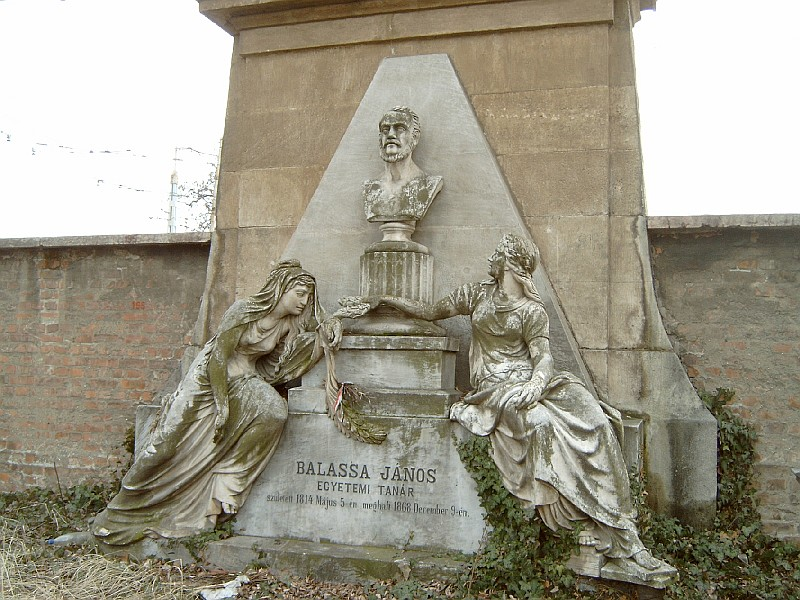
Balassa János sírja Budapesten. Kerepesi temető: J. 194/195. Engel József szobrász alkotása

- Emlékére a Magyar Sebésztársaság 1906-ban Balassa János-emlékérem(wd) elnevezésű kitüntetést alapított, amelyet 1943-ig évenként adtak át, kivéve 1919-et. A díjazott a díj átvétele előtt előadást tartott. A Balassa-érem elkészíttetésére bizottság alakult Elischer Gyula elnök, Győry Tibor és Lévai József személyében. Az érem megalkotására kiváló művészünk, Beck Ö. Fülöp kapott megbízást, aki ezt a következő évre el is készítette. A sikerült alkotás előlapján Balassa mellképe, hátlapján a Gyógyítás allegóriája látható. Felirata: Societas Regia Medicorum Budapestiensis. Az elkészítésére szükséges összeget a díjalapból hasították ki. Az első Balassa-előadást Réczey Imre tartotta meg az 1906. évi Nagygyűlésen, az érmet Bókay Árpád adta át. Az elnök ezután a Balassa-érem egy-egy példányát a Balassa kortársai közül még élő Korányi Frigyesnek és Than Károlynak is átadta, akik nagy szolgálatot tettek a magyar tudománynak. 1960-ban éledt újjá, most már a Sebész Társaság kitüntetéseként. Azóta minden év májusában elhangzik egy Balassa-előadás a Társaság Vezetőségének felkérésére és átadásra kerül egy Balassa-érem.  Az érem ugyanaz, csupán a felirat változott Societas Chirurgica Hungaricára.
- Szekszárdon a Tolna Vármegyei Kórház az ő nevét viseli.
- A bezárt budapesti Vas utcai kórház is róla volt elnevezve.
- Róla nevezték el a Semmelweis Egyetem Tömő utcai kollégiumát.
- A Pécsi Tudományegyetem orvosi karának Jakabhegyi úti kollégiuma is az ő nevét viseli.

## Művei
- Dissertatio inauguralis medico-politica de juvene medico (Viennae, 1838)
- Gyakorlati sebészet (Pest, 1844)
- A hassérvekről (Pest, 1853)
- Unterleibs-Hernien. Vom klinischen Standpunkte mit topographisch- und pathologisch-anatomischen Daten beleuchtet (Wien, 1856)
- Új műtét módozata az orrképzés körül (Pest, 1863)
- Képző műtétek (Pest, 1867)
- B. J. összegyűjtött kisebb művei (Összeállította Fanny Gyula, Budapest, 1875)